# DAF CF
O DAF CF é uma série de caminhões em várias configurações e tipos de cabine, é produzido pela empresa DAF dos Países Baixos desde 1998. O caminhão é originalmente conhecido como DAF 65, 75 e 85 em 1992. Todos os CF65 de 2 eixos rígidos, bem como todas as versões de direção direita do CF75 e CF85 são montados pela Leyland Trucks do Reino Unido.

## Galeria

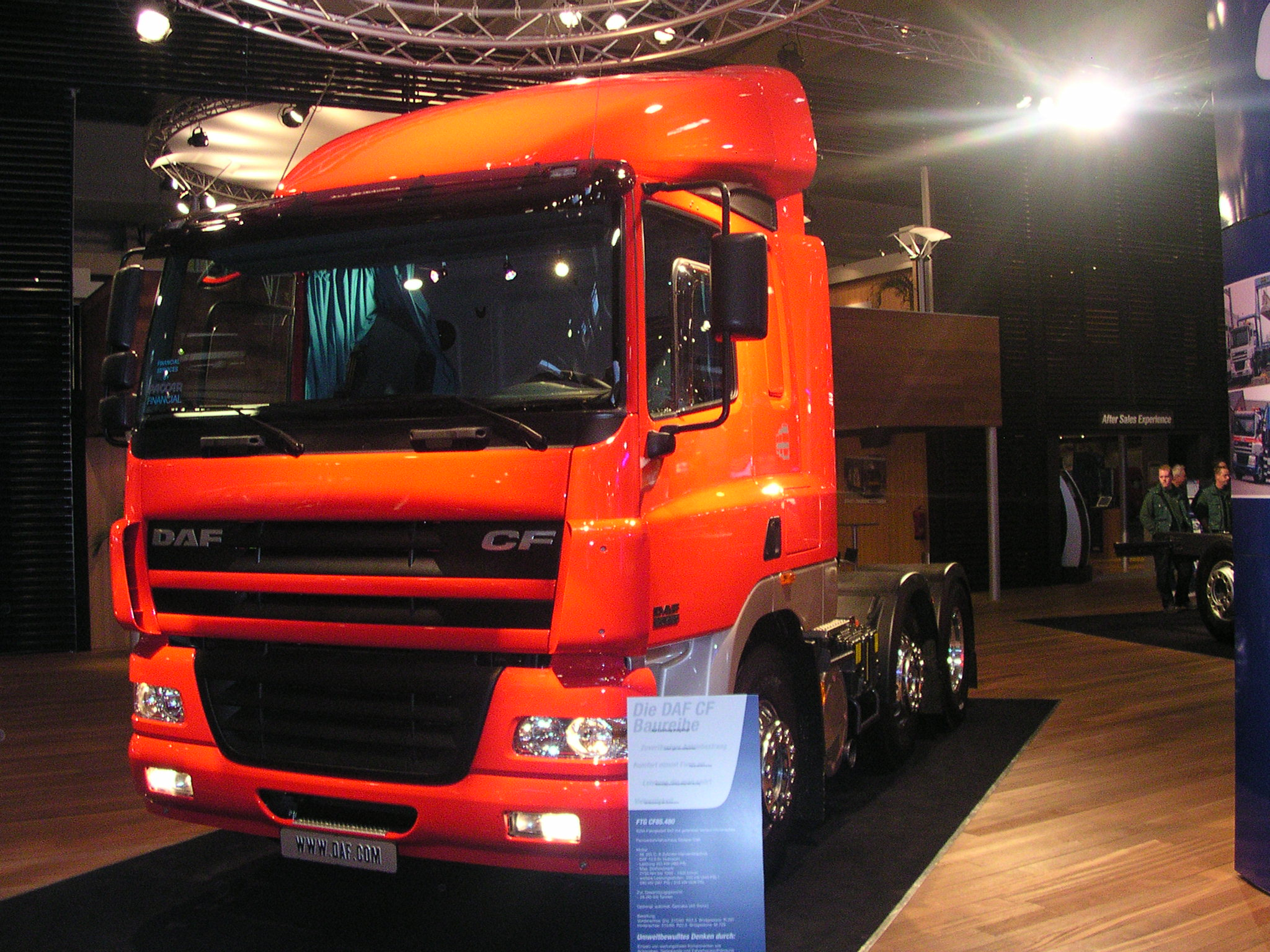
DAF CF em Salão de Hannover
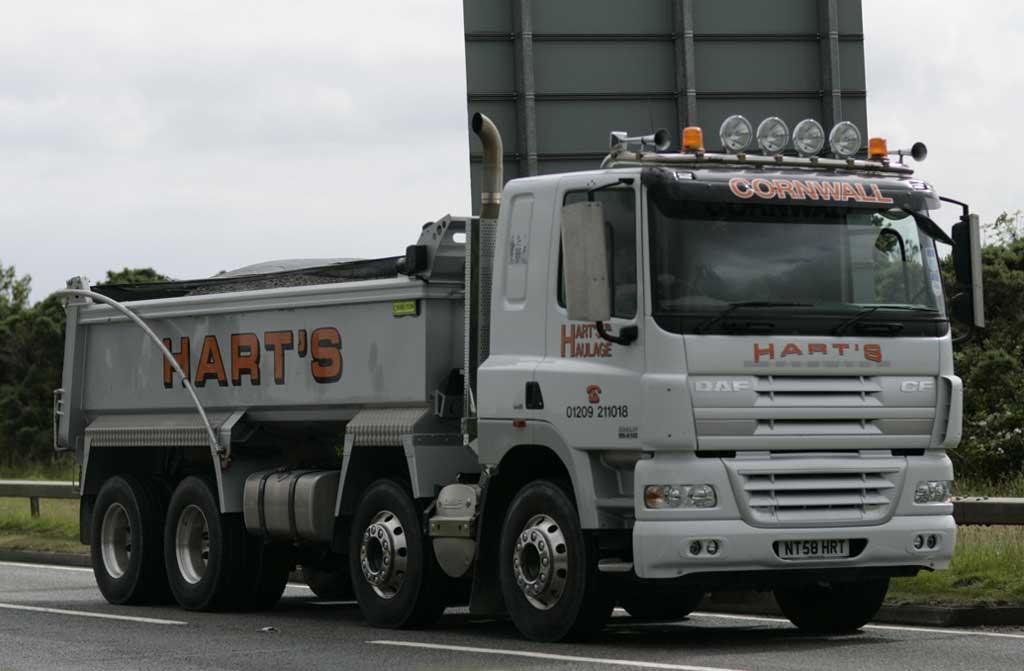
DAF CF basculante
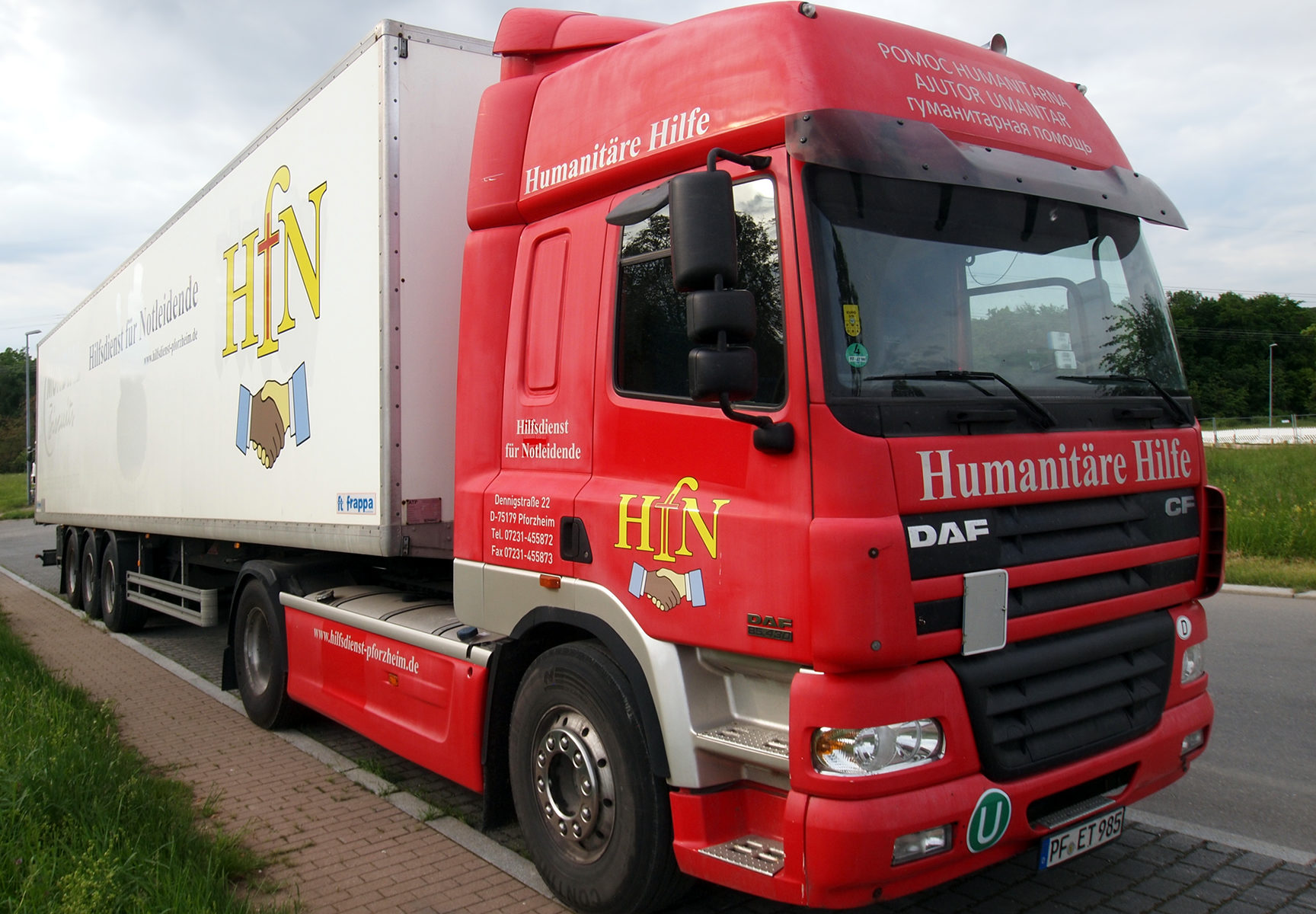
DAF CF trator